# جاك كيد بيرغ
جاك كيد بيرغ (بالإنجليزية: Jack Kid Berg)‏ مواليد 28 يونيو 1909 في وايت تشابل، لندن - الوفاة 22 أبريل 1991 في لندن، كان ملاكم إنجليزي سابق صنّف ضمن فئة وزن الوسط.

## إحصائيات
خاض خلال مسيرته 192 نزالا، فاز في 157 وتعادل في 9 وخسر في 26. فاز بالضربة القاضية في 61 نزالا.

## روابط خارجية
- جاك كيد بيرغ على موقع IMDb (الإنجليزية)
- جاك كيد بيرغ على موقع قاعدة بيانات الفيلم (الإنجليزية)
- جاك كيد بيرغ على موقع بوكس ريك (الإنجليزية) (registration required)